# 林依瑩
林依瑩（1973年12月30日—），時代力量黨籍，是臺灣彰化縣福興鄉出身的政治人物，現為時代力量決策委員、時代力量黨代表。曾擔任臺中市副市長、國家發展委員會諮詢委員、衛生福利部老人福利小組推動委員、弘道老人基金會執行長。分別在2016年、2024年代表時代力量參選不分區立法委員，長期關心長照及社福政策。

## 生平

### 早期生活
林依瑩是彰化縣福興鄉人，她從小跟著擔任村幹事的父親做社區服務，小時候住在彰化的大家庭中，得到阿嬤的照顧，讓她能自然地與老人家相處。自社會福利研究所畢業後，林依瑩一直從事著老人福利與照顧的工作。她曾經當選中華民國第48屆十大傑出青年。從政前，擔任弘道老人福利基金會執行長以及行政院國家發展委員會諮詢委員等。

### 從政
2015年時代力量創黨之初，林依瑩被該黨徵召入黨，並在2016年中華民國立法委員選舉中被時代力量提定為全國不分區立法委員排名第五位，最後時代力量取得兩席不分區席次，林未能成為立法委員。
2016年，林依瑩以43歲之齡成為臺灣歷史上最年輕的直轄市副市長（臺中市副市長）。卸任副市長後，林依瑩婉拒重回臺中市市區西區的弘道老人福利基金會擔任執行長，選擇在臺中市的偏遠山區和平區達觀里為原住民達觀部落擔任普通照服員，協助解決部落的長照及就業等問題，並募款開辦「Plahan台中市原鄉長照服務網絡服務計畫」，希望運用部落的力量，打造照顧的網絡。
直至2023年，受到時代力量王婉諭主席邀約，林依瑩決定再次代表該黨參選2024年立法委員選舉的全國不分區及僑居國外國民立法委員選舉區，於名單中排序第一。
2024年2月，時代力量舉行第四屆決策委員臨時改選選舉，成功當選決策委員。
2025年2月，時代力量舉行第四屆黨員代表選舉，成功當選黨員代表同時也是候選人中得票第一名。
2025年2月，時代力量舉行第五屆決策委員選舉，成功當選決策委員同時也是候選人中得票第二名。

## 選舉紀錄
| 年度 | 選舉屆數             | 選舉區                                 | 所屬政黨 | 得票數  | 得票率 | 當選標記 | 備註 |
| ---- | -------------------- | -------------------------------------- | -------- | ------- | ------ | -------- | ---- |
| 2016 | 第九屆立法委員選舉   | 全國不分區及僑居國外國民立法委員選舉區 | 時代力量 | 744,315 | 6.10%  |          |      |
| 2024 | 第十一屆立法委員選舉 | 全國不分區及僑居國外國民立法委員選舉區 | 時代力量 | 353,670 | 2.57%  |          |      |

## 外部連結
- 林依瑩的Facebook專頁